# Concrete Revolutio
Concrete Revolutio: chōjin gensō (コンクリート・レボルティオ～超人幻想～?, Konkurīto Reborutio: chōjin gensō) è una serie televisiva anime prodotta dalla Bones per la regia di Seiji Mizushima, trasmessa in Giappone dal 4 ottobre 2015 al 19 giugno 2016. Un adattamento manga ha iniziato la serializzazione sulla rivista Young Ace della Kadokawa Shoten a partire dal numero di settembre 2015.

## Personaggi

I protagonisti Jirō e Kikko

Jirō Hitoyoshi (人吉 璽朗?, Hitoyoshi Jirō)
Doppiato da: Kaito Ishikawa
Kikko Hoshino (星野 輝子?, Hoshino Kikko)
Doppiata da: Sumire Uesaka
Emi Kino (鬼野 笑美?, Kino Emi)
Doppiata da: Aki Toyosaki
Fūrōta (風郎太?)
Doppiata da: Eriko Nakamura
Magotake Hitoyoshi (人吉 孫竹?, Hitoyoshi Magotake)
Doppiato da: Shin'ichirō Miki
Hyōma Yoshimura (芳村兵馬?, Yoshimura Hyōma)
Doppiato da: Tokuyoshi Kawashima
Daishi Akita (秋田 大司?, Akita Daishi)
Doppiato da: Tetsuo Kanao
Raito Shiba (柴 来人?, Shiba Raito)
Doppiato da: Ken'ichi Suzumura
Uru (ウル?)
Doppiato da: Tōru Ōkawa

## Media

### Manga
L'adattamento manga di Nylon viene serializzato sulla rivista Young Ace della Kadokawa Shoten dal numero di settembre 2015. Due volumi tankōbon sono stati pubblicati rispettivamente il 26 ottobre 2015 e il 4 agosto 2016.

#### Volumi
| Nº | Data di prima pubblicazione | Data di prima pubblicazione | Data di prima pubblicazione |
| Nº | Giapponese                  | Giapponese                  |                             |
| -- | --------------------------- | --------------------------- | --------------------------- |
| 1  | 26 ottobre 2015             | ISBN 978-4-04-103670-9      |                             |
| 2  | 4 agosto 2016               | ISBN 978-4-04-103934-2      |                             |

### Anime
L'anime, coprodotto da Bones e Anime Consortium Japan per la regia di Seiji Mizushima, è andato in onda dal 4 ottobre 2015 al 19 giugno 2016. Curato dallo stesso staff di Fullmetal Alchemist, è stato trasmesso sulle televisioni giapponesi per sei mesi, di cui la seconda metà ha avuto inizio nell'aprile 2016. Le sigle di apertura e chiusura sono rispettivamente Katararezu tomo (カタラレズトモ?) di Zaq e The Beginning di Yōsuke Yamamoto. In tutto il mondo, tra cui l'Italia, gli episodi sono stati trasmessi in streaming, in contemporanea col Giappone, da Daisuki. Inoltre i diritti sono stati acquistati anche da Wakanim in Italia, dalla Funimation in America del Nord e dalla AnimeLab in Australia e Nuova Zelanda.

#### Episodi
| Nº | Titolo italiano (edizione Daisuki) Giapponese 「Kanji」 - Rōmaji                                                         | In onda          | In onda |
| Nº | Titolo italiano (edizione Daisuki) Giapponese 「Kanji」 - Rōmaji                                                         | Giapponese       |         |
| 1  | La maghetta di Tokyo 「東京の魔女」 - Tōkyō no majo                                                                      | 4 ottobre 2015   |         |
| 2  | Dentro la nebbia nera 「『黒い霧』の中で」 - "Kuroi kiri" no naka de                                                     | 11 ottobre 2015  |         |
| 3  | L'uomo d'acciaio 「鉄骨のひと」 - Tekkotsu no hito                                                                       | 18 ottobre 2015  |         |
| 4  | Storia dei mostri del Giappone - Prima parte 「日本『怪獣』史 前篇」 - Nihon "kaijū"-shi zenpen                          | 25 ottobre 2015  |         |
| 5  | Storia dei mostri del Giappone - Seconda parte 「日本『怪獣』史 後篇」 - Nihon "kaijū"-shi kōhen                         | 1º novembre 2015 |         |
| 6  | Ridono sempre, questi qui! 「やつらはいつでも笑ってる」 - Yatsura wa itsu demo waratteru                                 | 8 novembre 2015  |         |
| 7  | Al di là del cielo e delle stelle 「空も星も越えていこう」 - Sora mo hoshi mo koete ikō                                  | 15 novembre 2015 |         |
| 8  | Nessuno conosce Cavalier Arcobaleno 「天弓ナイトをだれもしらない」 - Tenkyū Naito o dare mo shiranai                     | 22 novembre 2015 |         |
| 9  | Una famiglia che non ha mai fine 「果てしなき家族の果て」 - Hateshinaki kazoku no hate                                   | 29 novembre 2015 |         |
| 10 | L'illusione del destino 「運命の幻影」 - Unmei no gen'ei                                                                 | 6 dicembre 2015  |         |
| 11 | Giustizia, libertà, pace 「正義／自由／平和」 - Masayoshi/jiyū/heiwa                                                     | 13 dicembre 2015 |         |
| 12 | Il caso della caduta del superumano Hakkō 「八高超人墜落事件」 - Hakkō chōjin tsuiraku jiken                             | 20 dicembre 2015 |         |
| 13 | Tumulto a Shinjuku 「新宿擾乱」 - Shinjuku jōran                                                                         | 27 dicembre 2015 |         |
| 14 | I superumani di novembre 「十一月の超人達」 - Jūichigatsu no chōjintachi                                                 | 10 aprile 2016   |         |
| 15 | Rivolti verso lo spazio 「宇宙を臨むもの」 - Uchū o nozomu mono                                                          | 17 aprile 2016   |         |
| 16 | Chiamerò il tuo nome nella città dove sbocciano i fiori 「花咲く町に君の名を呼ぶ」 - Hanasaku machi ni kimi no na o yobu | 24 aprile 2016   |         |
| 17 | Devila e Devilo 「デビラとデビロ」 - Debira to Debiro                                                                    | 1º maggio 2016   |         |
| 18 | La verga d'oro 「セイタカアワダチソウ」 - Seitaka awadachisō                                                             | 8 maggio 2016    |         |
| 19 | La visita della Maschera di Ferro 「推参なり鐵假面」 - Suisan nari Tekkamen                                              | 15 maggio 2016   |         |
| 20 | Lotta senza fine 「終わりなき戦い」 - Owari naki tatakai                                                                 | 22 maggio 2016   |         |
| 21 | L'oni d'acciaio 「鋼鉄の鬼」 - Kōtetsu no oni                                                                            | 29 maggio 2016   |         |
| 22 | L'era dei Titani 「巨神たちの時代」 - Kyojin-tachi no jidai                                                              | 5 giugno 2016    |         |
| 23 | Il mostro e la fanciulla 「怪獣と処女」 - Kaijū to otome                                                                 | 12 giugno 2016   |         |
| 24 | Riesci ancora a cantare? 「君はまだ歌えるか」 - Kimi wa mada utaeru ka                                                   | 19 giugno 2016   |         |